# Timur Bekmambetov
Timur Nuruakhitovitsj Bekmambetov (ryska: Тимур Нуруахитович Бекмамбетов; kazakiska: Темір Нұрбақытұлы Бекмамбетoв), född 25 juni 1961 i Atyrau (då under namnet Gurjev) i dåvarande Kazakiska SSR i Sovjetunionen, är en rysk-kazakisk regissör, producent, manusförfattare och teknisk entreprenör, med stora framgångar i både Ryssland och USA. Han är mest känd för att ha registrerat filmer som Nattens väktare, Day Watch, Wanted och Abraham Lincoln: Vampire Hunter.